# 1914 en hockey sur glace
Cette page présente les éléments de hockey sur glace de l'année 1914, que ce soit d'un point de vue rencontres internationales ou championnats nationaux. Les grandes dates des différentes compétitions sont données ainsi que les décès de personnalités du hockey mondial.

## Amérique du Nord
- Les Blueshirts de Toronto de l'Association nationale de hockey emmenés par leur capitaine, Scotty Davidson, remportent la Coupe Stanley en battant 6-2 sur l'ensemble de deux rencontres les Canadiens de Montréal.
- Les Aristocrats de Victoria remportent le titre de champions de l'Association de hockey de la Côte du Pacifique à l'issue de la saison 1913-1914 de la PCHA.

## Europe

### Allemagne
- Le Berliner Schlittschuhclub est champion d'Allemagne pour la troisième fois[1].